# Hemipenis
Hemipenisser er de ydre hanlige kønsorganer hos slanger og øgler. De findes altid parvis, så hvert handyr har to hemipenisser. Hemipenisserne er normalt gemt i krybdyrets hale. De kommer ud gennem dyrets kloak ved parring hvor de forstørres ved indpumpning af blod i erektilt væv på samme måde som i pattedyrs penisser og indføres i hunnens kloak. Der bruges kun én ad gangen ved parring.
Hemipenissens udseende varierer fra art til art. Ofte har den pigge eller kroge for at fastholde den i hunnen længe nok til at sikre befrugtning. Hos nogle arter er enden delt i to spidser. Der er ikke et lukket rør til at lede sæden igennem, men en udvendig rende som der lukkes til.
 Der er for få eller ingen kildehenvisninger i denne artikel, hvilket er et problem. Du kan hjælpe ved at angive troværdige kilder til de påstande, som fremføres i artiklen.